# إيرني فورست
إيرني فورست (بالإنجليزية: Ernie Forrest)‏ (19 فبراير 1919 بسندرلاند في المملكة المتحدة - 1987 ببولتن في المملكة المتحدة) هو لاعب كرة قدم بريطاني (وحمل سابقاً جنسية المملكة المتحدة لبريطانيا العظمى وأيرلندا) في مركز نصف الجناح. لعب مع بولتون واندررز وغريمسبي تاون ونادي ميلوول ونادي دارون.